# Werewolves of London
Werewolves of London is een nummer van de Amerikaanse zanger Warren Zevon uit 1978. Het is de derde single van zijn derde studioalbum Excitable Boy.

## Achtergrondinformatie
De titel "Werewolves of London" verwijst naar de film Werewolf of London (1935). Phil Everly van The Everly Brothers zag deze film op televisie en vroeg Warren Zevon om een dansbaar nummer te maken met deze titel. Tijdens een jamsessie met gitarist Waddy Wachtel kregen Zevon en Wachtel de vraag wat ze speelden en Zevon antwoordde met: "Werewolves of London". Wachtel begon te huilen als een wolf en uit ballorigheid zei Zevon: "I saw a werewolf with a Chinese menu in his hand". Binnen 15 minuten werd het volledige nummer geschreven, maar het bleef jaren op de plank liggen, omdat Zevon en Wachtel het nummer op dat moment nog niet serieus namen.
Zevons debuutalbum Wanted Dead Or Alive (1970) werd een flop. Om de rekeningen te kunnen betalen ging Zevon jingles schrijven en werd hij de bandleider van The Everly Brothers. In 1975 ging Jackson Browne, die met Zevon bevriend was, "Werewolves of London" live spelen met de vermelding dat het door Zevon geschreven was. Tevens wist hij platenlabel Asylum Records zo ver te krijgen een album met Zevon op te nemen. Ze gingen akkoord mits Browne de producer was, maar vanwege het type liedjes wist Browne dat ze maar één kans kregen om The French Inhaler en Desperados Under the Eaves op te nemen, waardoor "Werewolves" opnieuw op de plank bleef liggen. 
Tegelijkertijd wilde het platenlabel van Browne dat hij "Werewolves" zou opnemen, maar dat weigerde hij en toen hij de producer werd voor Zevons derde album Excitable Boy (1978) besloten ze het nummer op te nemen met Mick Fleetwood (drums) en John McVie (basgitaar) als studiomusici. "Excitable Boy" werd een megasucces in Amerika en "Werewolves of London" verscheen eindelijk op single. Het nummer werd een bescheiden hit en haalde de 21ste plek in de Billboard Hot 100. In Nederland bereikte het nummer geen hitlijsten, maar werd desondanks wel een radiohit.
In 2008 samplede Kid Rock "Werewolves of London" voor zijn hit All Summer Long, samen met Sweet Home Alabama van Lynyrd Skynyrd. Kid Rock zette Zevon op de credits als schrijver.

## Tracklijst
- 7"

1. "Werewolves of London" - 3:27
2. "Tenderness on the Block" - 3:55